# Saccostomus campestris
Saccostomus campestris är en däggdjursart som beskrevs av Peters 1846. Saccostomus campestris ingår i släktet kortsvansade hamsterråttor (Saccostomus) och familjen Nesomyidae. IUCN kategoriserar arten globalt som livskraftig. Inga underarter finns listade i Catalogue of Life.

## Utseende
Arten blir 83 till 145 mm lång (huvud och bål), har en 32 till 83 mm lång svans och väger 33 till 68 g. Bakfötterna är 17 till 30 mm långa och öronen är 12 till 22 mm stora. På ovansidan förekommer mjuk, tjock och tät päls som har en gråbrun till grå färg. Vid ryggens topp har flera hår svarta spetsar. Det finns en tydlig gräns mot den vitaktiga undersidan. Även strupen, hakan, bröstet och nedre delen av kinderna är vita. Saccostomus campestris har liksom andra släktmedlemmar kindpåsar för att bära födan. Den korta svansen är täckt av några mörka styva hår men den saknar fjäll. Hos honor förekommer 10 spenar.

## Utbredning
Denna gnagare förekommer i Afrika från Angola och Tanzania till Sydafrika. Arten vistas i låglandet och i bergstrakter upp till 2000 meter över havet. Habitatet utgörs främst av savanner med trädgrupper. I öknar lever den i växtligheten längs floder. Den besöker dessutom trädgårdar.

## Ekologi
Saccostomus campestris går på marken eller klättrar på träd. Den är aktiv på natten och vilar på dagen i självgrävda bon, som kan ligga i termitstackar, eller i håligheter som skapades av springharen eller av jordsvinet. Gnagaren lagrar födan i boet. För att komma över den kalla och torra årstiden kan den lagra fett i kroppen. Djuret vilar i boet och sänker sin ämnesomsättning samt sin kroppstemperatur. Ibland intar den ett stelt tillstånd (torpor). Individerna äter huvudsakligen frön samt några örter och ryggradslösa djur som termiter eller gräshoppor.
Artens fortplantningstid varierar beroende på utbredning. Allmänt sker ungarnas födelse under varma månader efter 20 till 21 dagar dräktighet. Honor föder i södra delen av utbredningsområdet 2 till 8 ungar per kull och längre norrut har en kull 5 till 10 ungar. Nyfödda ungar har redan päls och väger i genomsnitt 2,8 g. Ungarna diar sin mor 19 till 25 dagar. Några exemplar kan ha en egen kull efter 96 dagar.